# Боски (Долина Аосте)
Боски (итал. Boschi) је насеље у Италији у округу Долина Аосте, региону Долина Аосте.
Према процени из 2011. у насељу је живело 23 становника. Насеље се налази на надморској висини од 636 м.